# Oxystegus linearis
Oxystegus linearis là một loài Rêu trong họ Pottiaceae. Loài này được (Sw. ex F. Weber & D. Mohr) Hilp. mô tả khoa học đầu tiên năm 1933.